# 26604 Ensign
26604 Ensign è un asteroide della fascia principale. Scoperto nel 2000, presenta un'orbita caratterizzata da un semiasse maggiore pari a 2,8898314 au e da un'eccentricità di 0,3514238, inclinata di 15,12048° rispetto all'eclittica.